# هوارد ناش
هوارد نـاش (بالإنجليزية: Howard Nash)‏ هو عالم كيمياء حيوية وعالم وراثة أمريكي، ولد في 5 نوفمبر 1937، وتوفي في 12 يونيو 2011.